# Габріель Міранда
Габріель Міранда (ісп. Gabriel Miranda, нар. 20 серпня 1968, Монтевідео) — венесуельський футболіст, що грав на позиції півзахисника, зокрема за клуб «Каракас», а також національну збірну Венесуели.

## Клубна кар'єра
У дорослому футболі дебютував 1987 року виступами за команду «Каракас», в якій провів два сезони. 
Протягом 1989—1990 років захищав кольори клубу «Депортіво Італія».
Своєю грою за останню команду знову привернув увагу представників тренерського штабу «Каракаса», до складу якого повернувся 1990 року. Цього разу відіграв за команду з Каракаса наступні п'ять сезонів своєї ігрової кар'єри.
Згодом з 1995 по 1998 рік грав за мексиканський «Атланте», еквадорський «Емелек», «Каракас» та аргентинський «Платенсе» (Вісенте-Лопес).
Завершив ігрову кар'єру у команді «Уніон Тачира», за яку виступав протягом 1998—1999 років.

## Виступи за збірну
1994 року дебютував в офіційних матчах у складі національної збірної Венесуели.
У складі збірної був учасником розіграшу Кубка Америки 1995 року в Уругваї та розіграшу Кубка Америки 1997 року у Болівії.
Загалом протягом кар'єри в національній команді, яка тривала 4 роки, провів у її формі 17 матчів, забивши 3 голи.